# Santa Margarita (California)
Santa Margarita es un lugar designado por el censo ubicado en el condado de San Luis Obispo en el estado estadounidense de California. En el año 2010 tenía una población de 1.259 habitantes.

## Geografía
Santa Margarita se encuentra ubicado en las coordenadas 35°23′21.94″N 120°36′29.38″O / 35.3894278, -120.6081611.